# 船尾座MZ
船尾座MZ，又名CD-32 4796，HD 66888、SAO 198764、HR 3170，是船尾座的一颗恒星，视星等为5.31，位于銀經249.83，銀緯-0.69，其B1900.0坐标为赤經8h 0m 22.3s，赤緯-32° -0.69′ 30″。